# الدفدف (العدين)

تعديل مصدري - تعديل

الدفدف هي إحدى قرى عزلة بني هات بمديرية العدين التابعة لمحافظة إب، بلغ تعداد سكانها 221 نسمة حسب تعداد اليمن لعام 2004.